# 横浜市立日野中央高等特別支援学校
横浜市立日野中央高等特別支援学校（よこはましりつ ひのちゅうおうこうとうとくべつしえんがっこう）は、神奈川県横浜市港南区に所在する高等部単独の特別支援学校。

## 概要
本校は、比較的障害の程度が軽い知的障害等のある生徒を対象に、企業就労による社会的自立を目的とした職業教育を実施している。学区は横浜市内全域である。
1学年あたりの募集定員は約64名であり、入学に際しては適性検査が実施される。受検資格としては、公共交通機関等を利用しての自力通学が可能であり、軽度の知的障害等がある者が対象となっており、おおむね「愛の手帳（療育手帳）」のB2程度を取得できる程度の者が目安とされている。

## 生徒数
令和7年度
- 1学年：64名
- 2学年：63名
- 3学年：66名
- 全学年合計：193名
- 職員数：88名

## 部活動
- パソコン部[4]
- 日本文化部
- 美術部
- 音楽部
- バスケットボール部
- 陸上部
- サッカー部
- バレーボール部

## 歴代校長
| 代     | 氏名        | 就任年             |
| ------ | ----------- | ------------------ |
| 初代   | 田原 豊     | 昭和56年（1981年） |
| 第2代  | 會澤 浩     | 昭和60年（1985年） |
| 第3代  | 今岡 昌恒   | 昭和63年（1988年） |
| 第4代  | 甲斐 晴治   | 平成2年（1990年）  |
| 第5代  | 藤田 定雄   | 平成4年（1992年）  |
| 第6代  | 本多 緋呂志 | 平成9年（1997年）  |
| 第7代  | 御園 正     | 平成12年（2000年） |
| 第8代  | 佐藤 俊夫   | 平成14年（2002年） |
| 第9代  | 吉野 京視   | 平成15年（2003年） |
| 第10代 | 吉田 雄二   | 平成19年（2007年） |
| 第11代 | 佐竹 誠司   | 平成22年（2010年） |
| 第12代 | 内田 裕彦   | 平成25年（2013年） |
| 第13代 | 笹平 みどり | 平成27年（2015年） |
| 第14代 | 村山 小百合 | 平成31年（2019年） |
| 第15代 | 菊本 純     | 令和5年（2023年）  |

## 所在地
〒234-0053　神奈川県横浜市港南区日野中央二丁目25番3号

## 周辺施設
- シーダひのき工房
- 神奈川県立横浜南陵高等学校
- 私立春日野幼稚園
- 日野中央公園

## アクセス
- 根岸線「洋光台駅」より市営バス111・112系統で「洋光台北口」下車1分
- 京浜急行「上大岡駅」より市営バス111系統で「洋光台北口」下車1分